# Jaakko Tallus
Jaakko Tapio Tallus (Lieksa, 23 febbraio 1981) è un ex combinatista nordico finlandese.

## Biografia
Ha debuttato a livello internazionale il 23 gennaio 1998 ai Mondiali juniores di St. Moritz/Pontresina, vincendo subito l'oro nella gara a squadre. In Coppa del Mondo ha conquistato il primo podio il 3 gennaio 1999 nell'individuale di Schonach im Schwarzwald (2°) e la prima vittoria il 21 gennaio 2001 nella partenza in linea a squadre di Park City/Soldier Hollow.
In carriera ha preso parte a tre edizioni dei Giochi olimpici invernali (Salt Lake City 2002, Torino 2006 e Vancouver 2010) e a cinque dei Campionati mondiali.

## Palmarès

### Olimpiadi
- 3 medaglie:
  - 1 oro (gara a squadre a Salt Lake City 2002)
  - 1 argento (individuale a Salt Lake City 2002)
  - 1 bronzo (gara a squadre a Torino 2006)

### Mondiali
- 3 medaglie:
  - 1 oro (gara a squadre a Sapporo 2007)
  - 2 bronzi (gara a squadre a Lahti 2001; gara a squadre a Val di Fiemme 2003)

### Mondiali juniores
- 5 medaglie:
  - 2 ori(gara a squadre a St. Moritz/Pontresina 1998; gara a squadre a Štrbské Pleso 2000)
  - 3 argenti (sprint, individuale, gara a squadre a Karpacz 2001)

### Coppa del Mondo
- Miglior piazzamento in classifica generale: 4º nel 2002
- 11 podi:
  - 4 vittorie
  - 4 secondi posti
  - 3 terzi posti

#### Coppa del Mondo - vittorie
| Data             | Località                 | Nazione     | Trampolino             | Spec.                                                               |
| ---------------- | ------------------------ | ----------- | ---------------------- | ------------------------------------------------------------------- |
| 21 gennaio 2001  | Park City Soldier Hollow | Stati Uniti | Utah Olympic Park K90  | T MS NH/3x5 km (con Hannu Manninen e Samppa Lajunen)                |
| 9 gennaio 2002   | Val di Fiemme            | Italia      | Giuseppe Dal Ben K95   | T NH/3x5 km (con Mikko Keskinarkaus e Samppa Lajunen)               |
| 14 febbraio 2004 | Oberstdorf               | Germania    | Schattenberg K120      | T LH/3x5 km (con Samppa Lajunen e Hannu Manninen)                   |
| 14 gennaio 2007  | Val di Fiemme            | Italia      | Giuseppe Dal Ben HS106 | T NH/4x5 km (con Ville Kähkönen, Anssi Koivuranta e Hannu Manninen) |

Legenda:

MS = partenza in linea

T = gara a squadre

NH = trampolino normale

LH = trampolino lungo